# Jean Antoine Archier
Jean Antoine Archier est un homme politique français né le 6 juillet 1752 à Saint-Chamas (Bouches-du-Rhône) et mort le 4 octobre 1795 au même lieu.

## Biographie
Administrateur du département, maire de Saint-Chamas en 1790, il est député des Bouches-du-Rhône de 1791 à 1792. Il est ensuite commissaire de l'armée de Moselle.